# 우장산SK뷰
우장산SK뷰(영어: Ujangsan SK View)는 대한민국 서울특별시 강서구 화곡동에 위치한 아파트이다.